# Шервинский, Сергей Васильевич
Сергей Васильевич Шервинский (28 октября [9 ноября] 1892, Москва, — 30 июля 1991, там же) — русский поэт, переводчик, писатель, искусствовед, автор книг для детей. Сын основателя русской эндокринологии профессора В. Д. Шервинского, брат архитектора Евгения Шервинского.

## Биография

Лето 1936 на даче Шервинских. Крайний справа — С. В. Шервинский; посредине А. Д. Шервинский, между ними — А. Ахматова.

Учился в престижной Поливановской гимназии вместе с С. Эфроном, В. Шершеневичем и Н. Позняковым. Детская дружба со многими продолжилась. Так, Позняков завещал передать свои поэтические тетради Шервинскому, что позволило их сохранить для потомства.
Окончил романо-германское отделение историко-филологического факультета Московского университета. В 1914 году его удостоили университетской премии имени академика Буслаева за конкурсную работу «Архитектура соборов Московского кремля». Статья «Венецианизмы московского Архангельского собора», опубликованная по результатам этого исследования, стала значимой вехой в осмыслении итальянского влияния на древнерусское зодчество. В этой работе Шервинский вписал архитектурную декорацию Архангельского собора в контекст венецианской архитектуры кватроченто.
В середине 1920-х был приглашен в Художественный театр в качестве педагога для постановки актёрской речи. Автор теоретических работ по проблемам сценической речи и художественного чтения: «Художественное чтение» (1933), «Ритм и смысл» (1961).
В усадьбе Старки, на окраине села Черкизово под Коломной, у него бывали Б. Пастернак и М. Лозинский. Несколько раз туда приезжала и Анна Ахматова.
Умер на 99-м году жизни и был похоронен рядом с отцом в Москве на Новодевичьем кладбище (1-й уч. 3-й ряд, фото могилы). Отца пережили дочери Анна (род. 1932) и Екатерина (1934—2019).

### Литературная деятельность
Дебютировал как поэт в 1913 году (коллективный сборник «Круговая чаша»), как переводчик — в 1916, напечатав переводы из армянских поэтов «Поэзия Армении с древнейших времен до наших дней». Считал себя учеником В. Я. Брюсова. Переводил произведения Софокла, Еврипида, Вергилия, Овидия, Катулла, Плавта, И. В. Гёте, П. Ронсара, средневековую арабскую поэзию, армянских поэтов (Х. Абовян, О. Туманян, Д. Варужан). Член редакционной коллегии серии книг «Библиотека античной литературы», выпущенной издательством «Художественная литература».
В 1934 году опубликовал стихотворный перевод «Слова о полку Игореве», в дальнейшем выступал как его исследователь. Перевод Шервинского считается одним из лучших.
При жизни выпустил книги стихов: «Puellula. Сцена из римской жизни» (1916), «Стихи об Италии» (1924) и «Стихи разных лет» (1984), в которые вошли написанные за это время поэтические циклы «Стихи о Венеции (1914—1920)», «Стихи об Армении», «Коктебельские стихи», «Феодосийские сонеты», «Барокко». Посмертно вышел сборник «Стихотворения/Воспоминания» (1997).
В 1933 году опубликовал историко-приключенческий роман «Ост-Индия». С. В. Шервинский — автор пьесы «Вольные фламандцы» (1937) (совместно с А. Кочетковым).

## Награды
- орден Трудового Красного Знамени (06.11.1972)
- орден Дружбы народов (05.11.1982)

## Архив
В Российском государственном архиве литературы и искусства на хранении состоит крупный фонд С.В. Шервинского, состоящий из 2063 единиц хранения за 1843–1991 гг. Среди документов есть рукописи Шервинского: стихотворения; переводы из Вергилия, Гёте, Мольера, Низами, Софокла и др.; пьесы; рассказы; статьи и лекции; автобиография. Также здесь хранятся письма, телеграммы, фотографии, дарственные надписи на оттисках и книгах.